# 立野天満宮
立野天満宮（たてのてんまんぐう）は、埼玉県春日部市の神社。

## 歴史
元久年間（1204年 - 1206年）に創建された。鎌倉幕府御家人野本家定（通称「野本将監」）の没落後、野本一族が当地に移住、下総国葛飾郡木間ヶ瀬村（現・千葉県野田市木間ケ瀬）の松ノ木天満宮から分霊を勧請して創建された。ただ当初位置していた場所は低地であったことから、1726年（享保11年）になり、比較的地盤が高い現在地に移転した。隣の延命院が別当寺であった。
1874年（明治7年）、近代社格制度に基づく「村社」に列せられた。大正初期の神社合祀に際し、富多村の鎮守である富多神社に合祀する計画があったが、当社氏子の反対もあり合祀されずに済んだ。

## 交通アクセス
- 路線バス大島停留所より徒歩5分。